# Orden de los Cartujos
La Orden de los Cartujos (en francés Ordre des Chartreux y en latín Ordo Cartusiensis, abreviado «O.Cart.») es una orden contemplativa de la Iglesia católica, fundada por San Bruno y San Hugo en el año 1084. Su lema, en latín, es Stat Crux dum volvitur orbis ("La Cruz se mantiene estable mientras el mundo da vueltas", o "La Cruz se mantiene erguida mientras el mundo está revuelto"). Las órdenes contemplativas, incluyendo a los cartujos, son la espiritualidad con menor número de miembros (las monjas son mayoría en las órdenes contemplativas).
La orden cartuja es de las más austeras en la práctica, esto es, caracterizada por la sencillez y moderación, además de rigurosa en el cumplimiento de las normas morales. A lo largo de su historia ha permanecido en la pobreza sin dejarse tentar por el lujo. Los monasterios de los cartujos son conocidos como cartujas y en ellos buscan los monjes una vida de contemplación y oración. La regla o regula de los cartujos recibe el nombre de Estatutos, que se basan en la Regla de San Benito, pero con añadidos propios.

## Organización
Cada cartuja está gobernada por un prior elegido por los padres y hermanos del monasterio. Es el responsable del monasterio y de las necesidades espirituales y materiales de los monjes. La orden cartujana siempre se ha resistido a las sugerencias de Roma de elevar a sus priores al rango de abades, a causa del ceremonial y la pompa que esto lleva consigo. El prior coloca a los monjes en los distintos cargos. 
El vicario es el suplente del prior. Para ayudar en la administración del monasterio, hay un consejo privado formado por el prior, el vicario, el procurador, un monje (padre o hermano) elegido por el prior, y otro elegido por la comunidad.
El procurador es el monje en el que delega el prior el cuidado de atender las necesidades materiales, y el supervisor del trabajo de los hermanos. Puede tener un ayudante. Otro cargo importante es el maestro de novicios, que lleva su dirección espiritual y comprueba su aptitud. El sacristán se ocupa de la iglesia del monasterio. El chantre dirige el canto del coro. El bibliotecario se ocupa de la custodia de los libros de la biblioteca.
Todos los cartujos están exentos de la dependencia de obispos y cardenales. Los priores dependen directamente del supremo de la orden, que es el prior de la Gran Cartuja. Hay un procurador general de la orden para las relaciones con la Santa Sede, que vive en los alrededores de Roma.

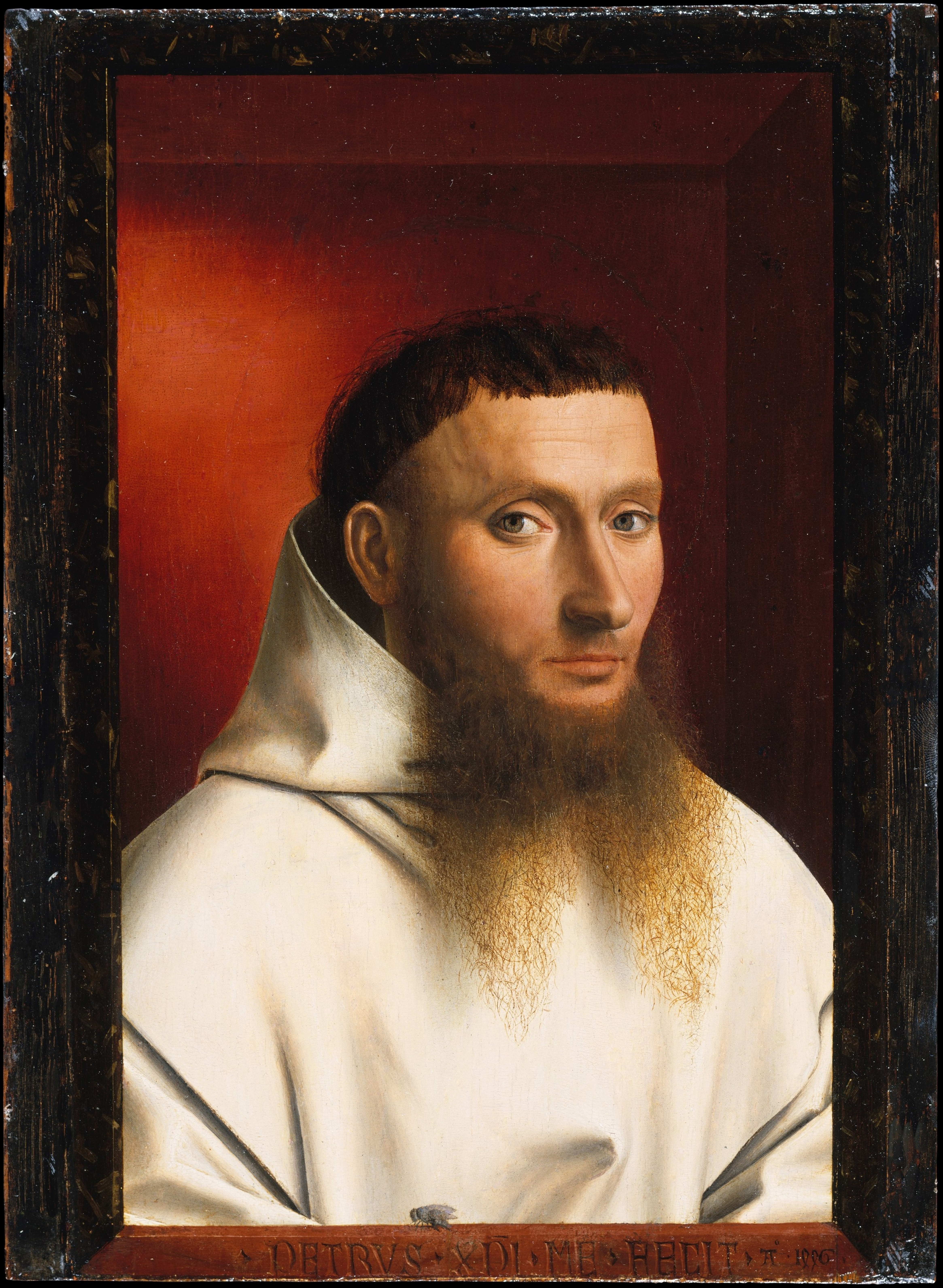
Monje cartujano según la famosa pintura Retrato de un cartujo.

En el aspecto financiero, los cartujos se mantienen con donaciones y trabajos de los monjes. En caso de no ser autosuficientes, reciben trimestralmente fondos de la Gran Cartuja. Cada dos años se celebra un capítulo general en la Gran Cartuja, al que asisten todos los priores y representantes de los hermanos. Suelen durar dos semanas y revisan el desarrollo de la orden en todos sus aspectos. Todos los monasterios son visitados cada dos años por un visitador y un covisitador, para asegurar que están a la altura de las exigencias de la orden en cuanto a fidelidad y obediencia.
Se ha dicho repetidamente que la orden cartujana no ha sido nunca reformada porque nunca se ha deformado (Nunquam reformata, quia nunquam deformata). Esto se ha expuesto en varias encíclicas y documentos papales. En una de ellas, Pío XI afirma:

Al revés que otras órdenes religiosas, esta orden no ha necesitado, en tan largo espacio de tiempo, ninguna enmienda o reforma
Pío XI.Constitución Apostólica Umbratilem vitam, de 1924

## Vida de los monjes cartujos

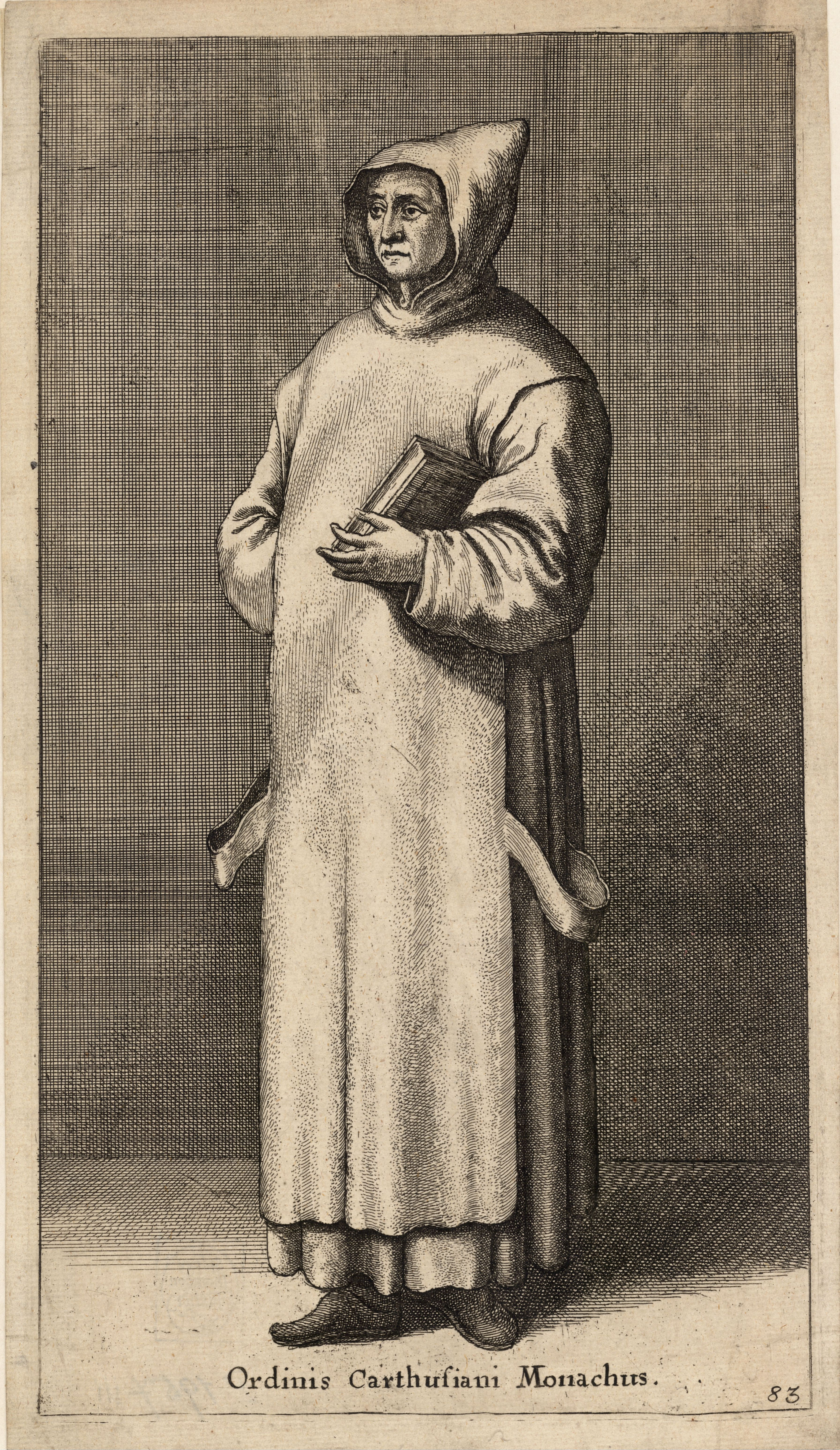
Hábito cartujo,

El fin de un cartujo es la contemplación en una vida monástica de oración pura y continua. La primera característica de un monje cartujo es la búsqueda de Dios en la soledad. La soledad del cartujo es encontrada en tres niveles:
1. La separación del mundo
2. La guarda de la celda
3. La soledad interior, o la soledad del corazón
Los monjes cartujos guardan los tres votos de pobreza, castidad y obediencia, pero además guardan dos votos extras, que son el de estabilidad en el monasterio y el voto de conversión de costumbres, en el cual se busca un crecimiento de entrega hacia el Señor.
Hay dos clases de monjes: los padres cartujos, que reciben la ordenación sacerdotal, y los hermanos cartujos, que no la reciben. Dentro de los hermanos, pueden ser hermanos conversos, que hacen la profesión de votos, igual que los padres, y los hermanos donados, que no hacen votos solemnes de por vida.
Dentro de la cartuja puede haber, aunque es poco frecuente, el estatus de familiar, personas que llevan vida semimonástica, y ejercen funciones similares a las de criados o asistentes.

### Las cartujas

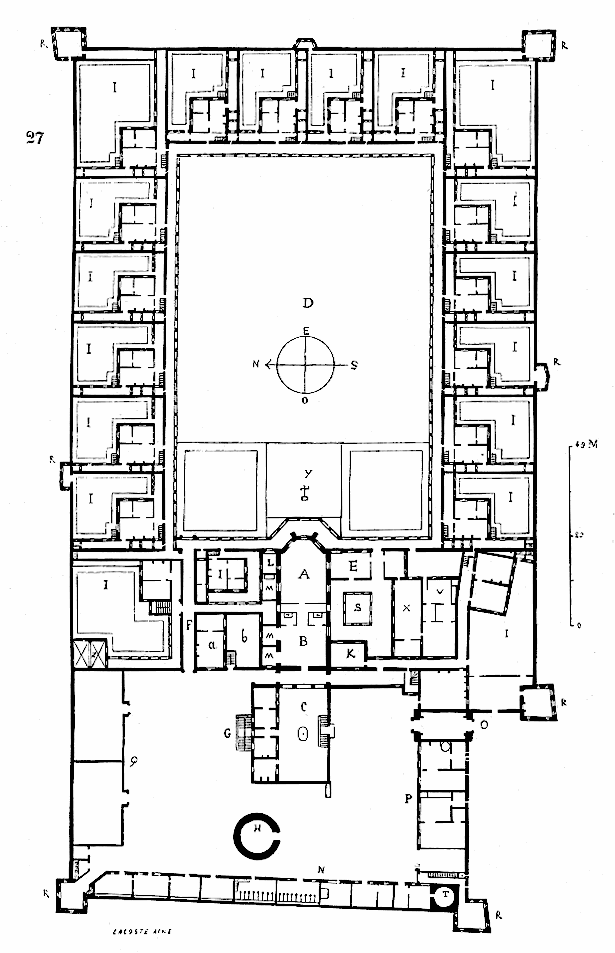
Planta tipo de monasterio cartujano, Clermont, dibujada por Eugène Viollet-le-Duc, 1856.

Las cartujas requieren de gran extensión de terreno debido a que los monjes son eremitas que viven en comunidad. Disponer de espacio les permite tanto el aislamiento como la unión para lograr llevar a cabo su carisma contemplativo. La vida contemplativa de los monjes cartujos discurre en parte aislada (solitaria), y en parte en comunidad.
En función de esto, en los monasterios cartujos se distinguen:
1.- Las celdas de cada monje, que dan a
2.- El claustro grande, lugar de paso hacia
3.- Las estancias comunitarias, como son la cocina, el lavadero, el refectorio, otros y
4.- Los lugares que producen ruido (talleres de carpintería, forja, etc.)

### La vida diaria
En la vida diaria de un monje cartujo hay actividades que varían en cada cartuja. Lo fundamental son los oficios a los que se ajusta la jornada del cartujo. El monje asiste diariamente a los oficios: maitines, laudes, prima, tercia, sexta, nona, vísperas y completas. Cada hora del oficio del día es precedida o seguida del oficio de la Santísima Virgen.
| Hora  | Actividad                                            | Fin |
| ----- | ---------------------------------------------------- | --- |
| 23:30 | Oración                                              | Oración en la celda. |
| 23:45 | Maitines de la Santísima Virgen                      | |
| 0:15  | Maitines y laudes en la iglesia                      | Dependiendo del día, estos oficios duran entre dos y tres horas. |
| 6:30  | Levantarse                                           | |
| 6:45  | Prima                                                | |
| 7:15  | Ángelus - Oración                                    | El tiempo que sigue al ángelus está dedicado a la oración o lectio divina                                                                                                  |
| 7:45  | Misa conventual en la iglesia                        | La misa, con excepción de domingos y solemnidades, nunca es concelebrada. En algunas cartujas, incluso, casi nunca es concelebrada, ni siquiera en domingos y solemnidades |
| 8:45  | Misa en total soledad                                | La misa se celebra en una de las varias capillas eremíticas. La celebra cada monje sacerdote en total soledad                                                              |
| 10:00 | Tercia                                               | |
| 10:15 | Trabajo manual o estudio o lectura espiritual        | |
| 12:00 | Angelus - Sexta                                      | |
| 12:15 | Comida y recreación en la celda                      | Tiempo libre |
| 14:00 | Nona                                                 | |
| 14:15 | Trabajo manual o estudio o lectura espiritual        | El equilibrio estudio-trabajo manual depende de cada monje. |
| 16:00 | Vísperas de la Santísima Virgen                      | Se puede también tener un tiempo de adoración eucarística en la iglesia |
| 16:15 | Vísperas en la iglesia                               | |
| 16:45 | Ejercicios espirituales: oración, lectura espiritual | Después de Vísperas todo el tiempo está dedicado a ejercicios espirituales: oración, lectio divina, lectura espiritual                                                     |
| 17:45 | Cena o colación                                      | Tiempo libre |
| 18:30 | recolección: oración, lectura espiritual             | |
| 19:00 | Angelus - Completas                                  | |
| 19:30 | Acostarse                                            | Libertad entre 19:30 y 20:00 |

Descontado el tiempo de sueño, comida, aseo y trabajo manual, el padre cartujo dedica 14 horas a la oración y al estudio, de ellas 4 en la iglesia y 8 en la celda.
El hermano cartujo (cartujo no sacerdote) dedica como máximo 7 horas diarias a los trabajos u oficios manuales, que se denominan obediencias. Pero, en algunas cartujas, solo trabajan 4 horas, pudiendo así consagrar más tiempo a la oración. El reparto del trabajo lo hace el procurador. Como no tienen tanto tiempo para los oficios como los padres, están dispensados para algunos de ellos. Todos los hermanos hacen cada año un retiro de 8 días en sus celdas.

### La alimentación
Los cartujos nunca comen carne. En Adviento y Cuaresma prescinden también de los alimentos lácteos. Una vez a la semana, generalmente los viernes, toman solo pan y agua. Desde el 14 de septiembre (Fiesta de la Exaltación de la Santa Cruz) hasta Pascua, hacen una sola comida diaria, más un panecillo para cenar. El resto del año tienen dos comidas diarias, una a media mañana y otra por la tarde.

### El silencio
El silencio se considera fundamental para lograr la contemplación. Por eso, la palabra se utiliza solamente en el canto o en lo estrictamente necesario para llevar a cabo las tareas cotidianas. Sin embargo, como compensación, los domingos hay un recreo que dura de una hora a hora y media (según las casas), y los lunes un paseo de cuatro horas fuera del monasterio, en locales totalmente solitarios, sin entrar nunca en pueblos, durante el cual se puede hablar libremente. Una vez al año, toda la comunidad disfruta del llamado «gran paseo», que dura siete horas.
En los monasterios no hay periódicos, ni revistas profanas, ni radio, ni televisión, ni Internet, ni móvil. Solo el prior puede leer noticias, que en caso de suma importancia, a su criterio, puede comunicar a los monjes.

## Liturgia cartujana
La liturgia de los cartujos está basada en la escrita por San Bruno y sus compañeros, la cual se distingue por una gran simplicidad y sobriedad. Esta liturgia incluye muchos tiempos de silencio, ningún instrumento musical, si bien está informada con el canto cartujano, parecido al canto gregoriano, pero más austero.
La pureza del canto cartujano se ha preservado celosamente durante siglos. Más lento que el benedictino, de tonos menos agudos, y menos melismático, está considerado como más profundamente espiritual por quienes han escuchado ambos.

## Vocación de cartujo

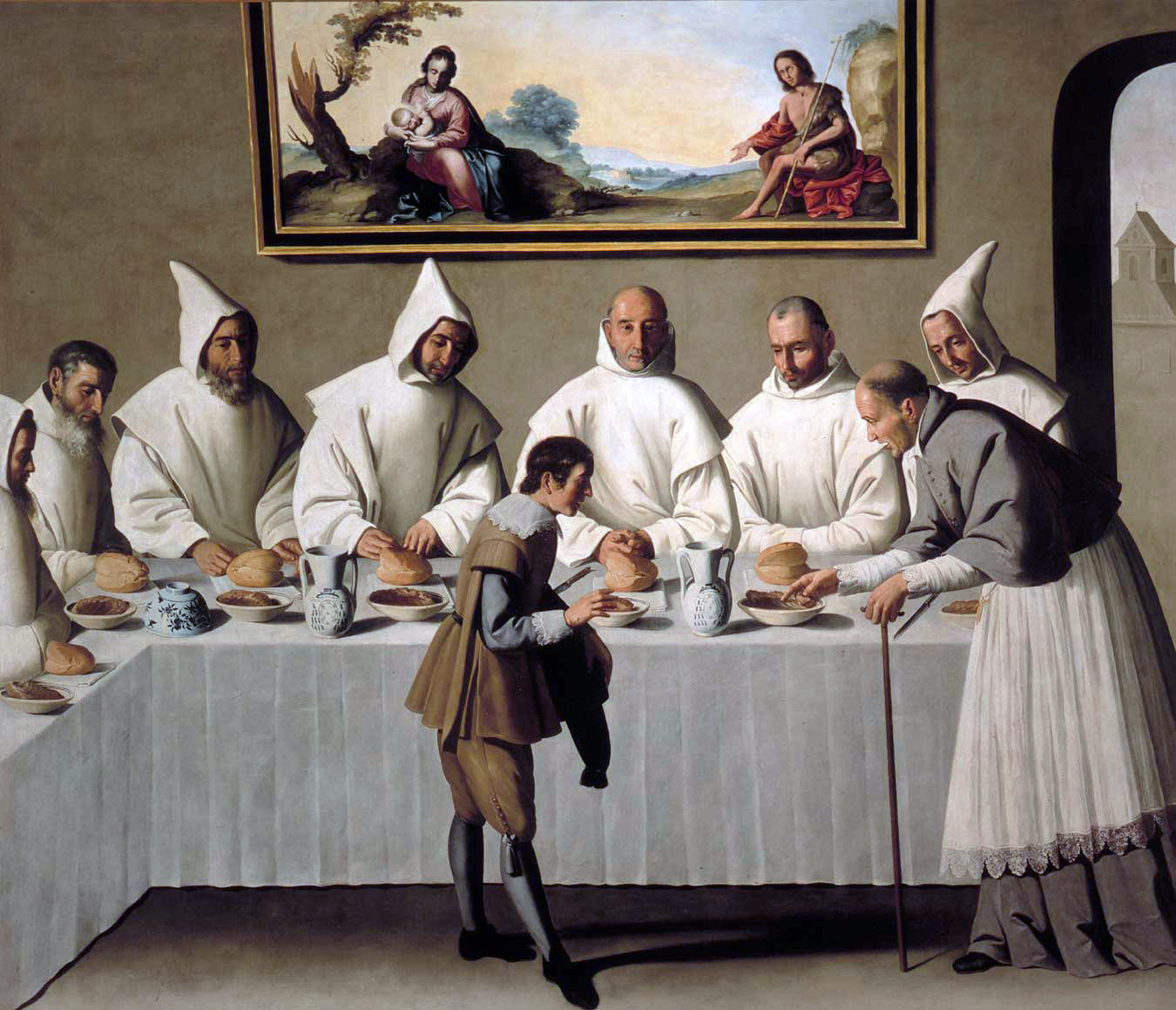
Pintura del claustro cartujo del monasterio de Santa María de las Cuevas, Sevilla por Francisco de Zurbarán. La escena muestra a Hugo de Grenoble en un monasterio cartujo.

Para entrar a un monasterio cartujo se recomienda meditar sobre la vocación que debe ser orientada a un fuerte deseo a la oración. Cualquiera que se sienta atraído por la vida cartujana, puede hacer una experiencia para comprobar su vocación: para ello debe contactar con el prior de una cartuja. A todo aspirante serio se le invitará a pasar unos días en la hospedería del monasterio para conocer un poco la vida de cartujo. Se entrevistará con el prior y con el maestro de novicios, quienes estudiarán la conveniencia de aceptarle a prueba como postulante.
La aptitud para la orden cartujana se determina, no solo por la espiritualidad del candidato, sino también por su salud y equilibrio mental. La tendencia actual es que los candidatos sean examinados por un psiquiatra, para cerciorarse de que no hay desviaciones religiosas, ni ocultas obsesiones en el subconsciente, que podrían aparecer más adelante. 
La vocación de alguien que desea ser cartujo no es fácil, pues el contacto con ellos es restringido, dado que se han separado del mundo.

### Formación en la vida de cartujo
- Postulantado. De tres meses a 1 año. (En algunas Casas, hacen antes medio año de pre-postulantado)
- Noviciado. Incluye la toma de hábito y dura 2 años
- Votos temporales por 3 años.
- Renovación de votos por 2 años
- Votos y profesión solemne...
- Ordenación Sacerdotal, en el caso de los monjes del claustro, que siempre son ordenados Sacerdotes

### Requisitos para ser admitido como cartujo
- Tener más de 19 años y menos de 45 para ser monje converso, más de 45 para ser hermano donado.
- Tener el deseo de buscar a Dios.
- Tener inclinación a vivir en soledad para Dios por motivos sobrenaturales.
- Gozar de buena salud y equilibrio mental.
- Estar libre de compromisos familiares y económicos.
- Tener aptitud para el estudio (monjes sacerdotes).

## La rama femenina
El primer monasterio de monjas cartujas se fundó en 1147 en Prebayon (Provenza) por un grupo proveniente de un monasterio bajo la Regla de San Cesáreo de Arlés, que anhelaba una vida más interior. Siguieron el consejo de Juan de España, prior de la cartuja de Montrieux, quien les facilitó un ejemplar de las Constituciones de Guigo. En el siglo XIII se alcanzó el máximo de monasterios femeninos, con 7 casas y 2 afiliadas. En 1794 habían desaparecido todos, hasta 1822, fecha en la que se volvió a abrir uno en Francia. En el siglo XX había monasterios en Francia e Italia, y desde 1967 en España.
Cada monasterio femenino tiene considerable independencia, pero está sujeto desde el siglo XIII a visitas regulares de un prior, y se le asigna un vicario, que es siempre un monje cartujo sacerdote que se ocupa de la dirección espiritual, y de la administración de los sacramentos (misa y confesión). Todos ellos viven fuera de la clausura de las monjas.

## Los cartujos en el mundo
Hay 23 cartujas (18 de monjes y 5 de monjas) en todo el mundo, con un total de unos 270 monjes y 60 monjas, repartidos por en Europa (18), América (3) y Asia (2). Las últimas cartujas creadas son las de Corea del Sur (2008).

### Europa

#### Francia

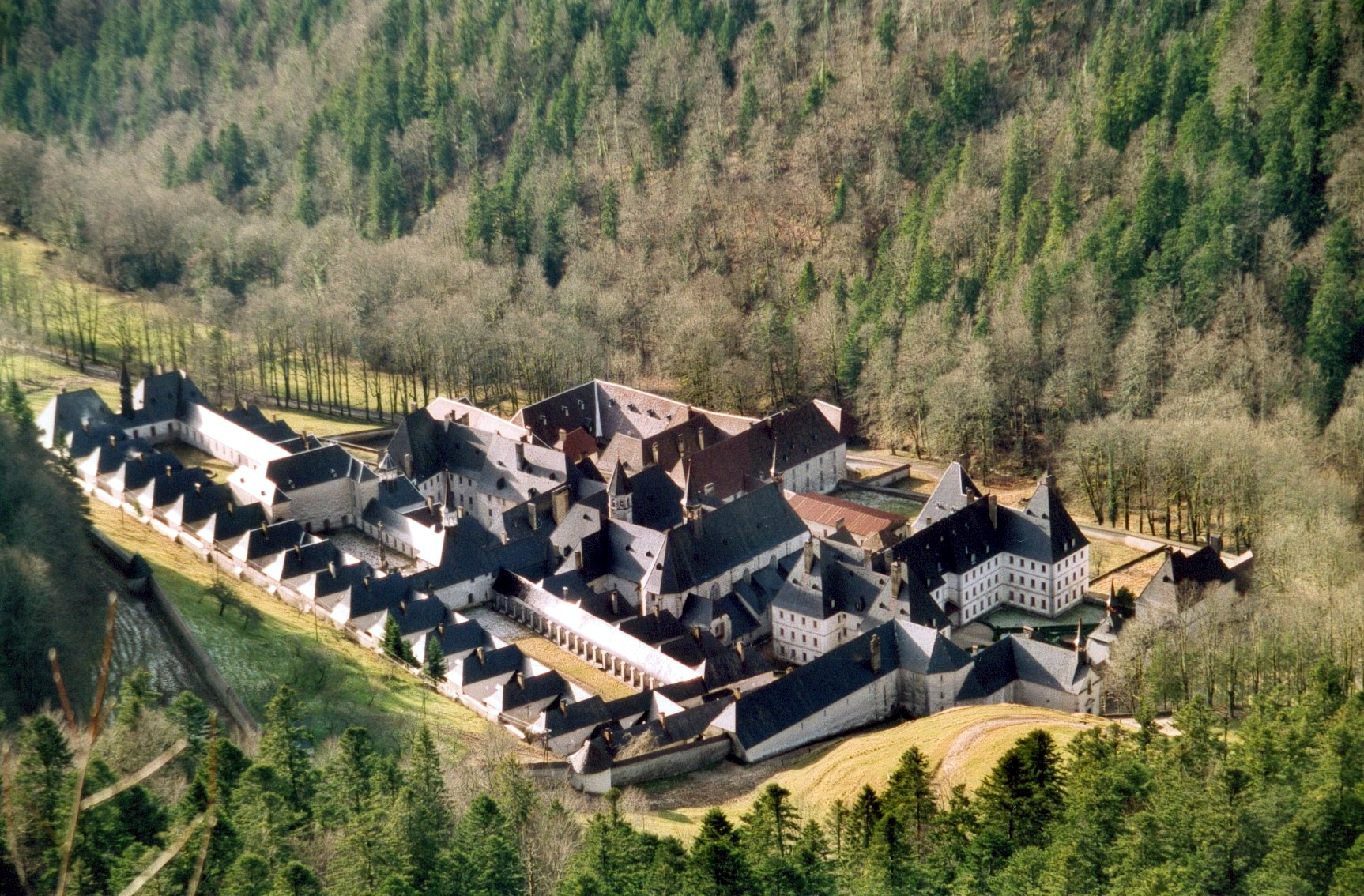
La Grande Chartreuse, cerca de Grenoble, en Francia.

- La Gran Cartuja, Saint Pierre de Chartreuse, Isère - Activa
- Cartuja de Nôtre Dame de Montreux, Méounes les Montrieux, La Roquebrunne (Var) - Activa
- Cartuja de Nôtre Dame de Portes, Bénonces, Serrières de Briord (Ain) - Activa
- Cartuja de Sélignac, Sinandre-sur-Suran (Ain) (Casa de laicos) - Activa
- Cartuja de Nôtre Dame de Reillanne (Femenina), Reillannne (Alpes de Haute-Provence) - Activa
- Cartuja de Nonenque (Femenina), Manhargues et Latour (Aveyron) - Activa
- Cartuja de Valbona o Valbonne (monumento)

#### EspañaEspaña

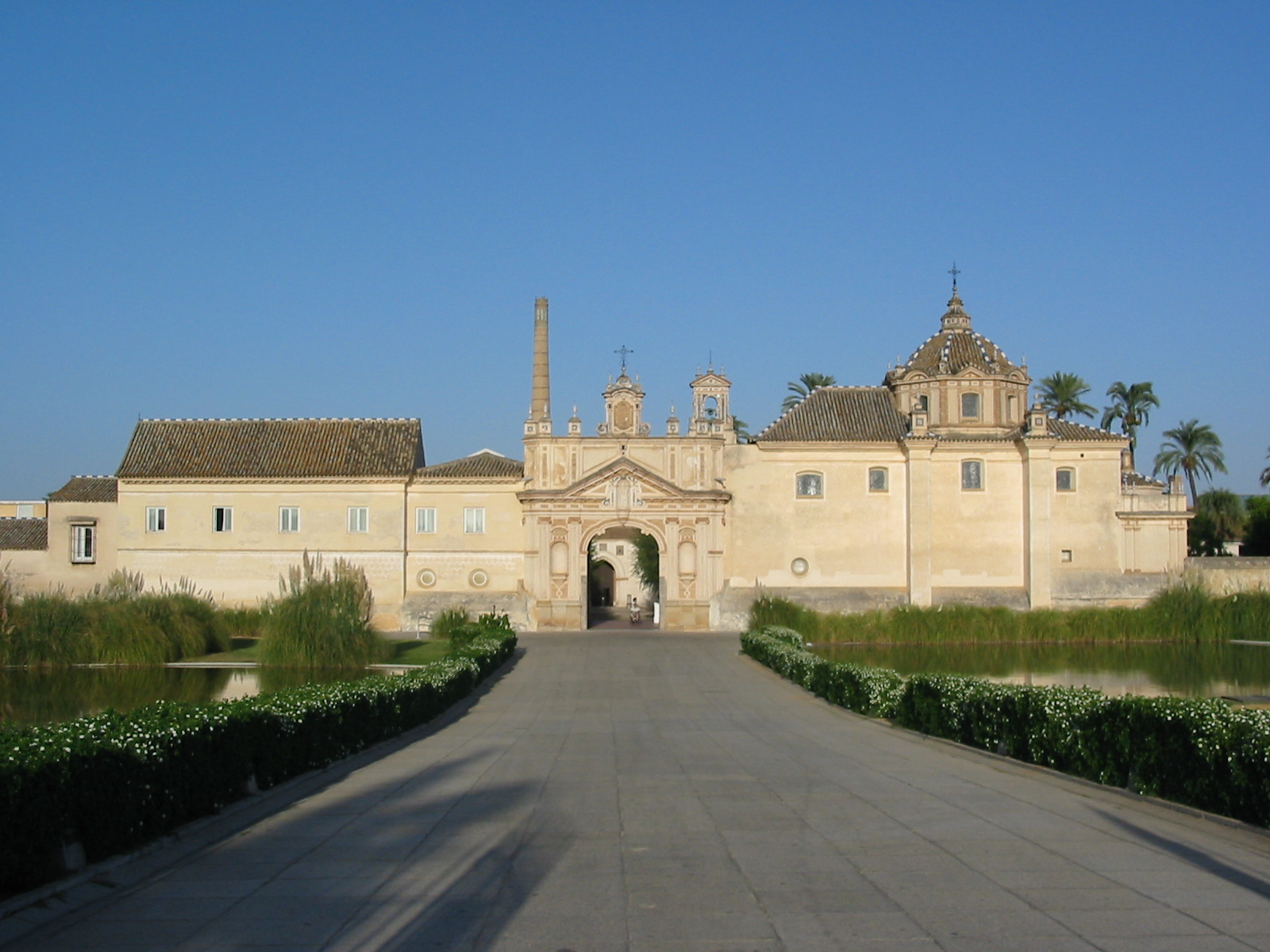
Monasterio de la Cartuja, antigua cartuja en Sevilla, Andalucía, España.

- Cartuja de Miraflores, Burgos (Castilla y León) - Activa.[4]
- Cartuja de Santa María de Montalegre, Tiana (Barcelona) - Activa.
- Cartuja de Porta Coeli, Serra (Valencia) - Activa.
- Cartuja de Benifasar (Femenina), Puebla de Benifasar (Castellón) - Activa.
- Real Monasterio de Santa María de El Paular, Rascafría (Madrid). Fue, desde su fundación en 1390 y durante 450 años, un monasterio cartujo. Desde 1954 es una abadía benedictina.
- Cartuja de Sevilla, Sevilla (Andalucía) - Solo monumento.
- Cartuja de Vall de Cristo, Villa de Altura (Castellón) - Solo Monumento.
- Cartuja de Aula Dei, Zaragoza (Aragón) - Solo Monumento.
- Cartuja de Santa María de la Defensión, Jerez de la Frontera (Cádiz) - Solo Monumento. Actualmente habitada por las Hermanas de Belén.
- Cartuja de Granada, Granada (Andalucía) - Solo Monumento.
- Cartuja de Cazalla de la Sierra, Cazalla de la Sierra (Sevilla) - Solo Monumento.
- Cartuja de Escaladei, El Priorato (Tarragona) - Está abandonada.
- Cartuja de Valldemosa, Valldemosa (Mallorca) - Solo Monumento.
- Cartuja de Nuestra Señora de las Fuentes (Huesca) - Solo Monumento
- La Cartuja de Cazalla, Cazalla de la Sierra, Monumento y rehabilitada cómo casa rural básica.

#### ItaliaItalia
- Cartuja de San Bruno, Serra de San Bruno (Catanzaro) - Activa
- Cartuja de Farneta, Maggiano (Lucca) - Activa
- Cartuja de Vedana o Certosa di Vedana (Femenina), Sospirola
- Cartuja de la Trinidad (Femenina), Dego - Activa

#### Portugal
- Cartuja de Santa María de Scala Coeli (Évora)[5] Solo viven ahí 5 monjes muy mayores (todos con más de 80 años, 4 españoles y un portugués). La cartuja no tiene noviciado y está en proceso de cierre. - Activa

#### Reino UnidoReino Unido
- Cartuja de Parkminster o de San Hugo, Gowfold, Horsham (West Sussex) - Activa

#### AlemaniaAlemania
- Cartuja de Marienau, Bad Würzach (Baden-Württenberg) - Activa

#### EsloveniaEslovenia
- Cartuja de Pleterje, Sentjernej - Activa

#### SuizaSuiza
- Cartuja de Valsainte, La Valsainte (Fribourg) - Activa

### América

#### Estados Unidos
- Cartuja de la Transfiguración, Arlington, (Vermont) - Activa

#### Argentina
- Cartuja San José (Deán Funes, provincia de Córdoba) - Activa

#### BrasilBrasil
- Cartuja de Nuestra Señora Medianera, Ivorá (Rio Grande do Sul) - Activa

### Asia

#### Corea del SurCorea del Sur
- Cartuja de Nôtre Dame de Corea, Sangju - Activa
- Cartuja de la Anunciación (Femenina), Sanjju - Activa

### Monasterios de monjes
- Cartuja de Miraflores – Burgos, España
- Cartuja de Montalegre – Tiana (Barcelona), España
- Cartuja de Porta Coeli – Bétera (Valencia), España
- Cartuja de San José – Deán Funes (Córdoba), Argentina
- Cartuja de Parkminster – Horsham (West Sussex), Gran Bretaña
- Cartuja de la Transfiguración Archivado el 6 de mayo de 2021 en Wayback Machine. – Arlington, Vermont (Estados Unidos de América)
- Cartuja de Marienau – Bad Wurzach, Alemania
- Cartuja de Nuestra Señora Medianera – Ivorá (Rio Grande do Sul), Brasil
- Cartuja de Nuestra Señora de Corea – Corea del Sur
- Gran Cartuja – Saint Pierre de Chartreuse, Francia
- Cartuja de Portes – Bénonces, Francia
- Cartuja de Montrieux – Méounes-lès-Montrieux, Francia
- Cartuja de la Sierra San Bruno – Serra San Bruno, Italia
- Cartuja de Farneta – Maggiano, Italia
- Cartuja de La Valsainte – Cerniat, Suiza
- Cartuja de Pleterje – Šentjernej, Eslovenia

### Monasterios de monjas
- Cartuja de Nuestra Señora – Reillanne, Francia
- Cartuja de Nonenque – Marnhagues et Latour, Francia
- Cartuja de Santa María de Benifasar – Puebla de Benifasar (Castellón de la Plana), España
- Cartuja de la Trinidad – Dego (Savona), Italia
- Cartuja de la Anunciación – Corea del Sur

### Monasterios de laicos (casa de retiros)
- Cartuja de Sélignac (Casa San Bruno) – Simandre sur Suran, Francia

### Documentales
- Película El gran silencio – Documental sobre la vida en un monasterio cartujo
- Documental que muestra la vida de los padres del claustro, cartujos, en su día a día – Producción realizada por la Orden de La Cartuja
- Documental que muestra la vida de los hermanos conversos, cartujos, en su día a día – Producción realizada por la Orden de La Cartuja

### Museos
- Museo de la Gran Cartuja – Francia
- Museo de la Cartuja de la Sierra de San Bruno – Italia
- Asociación Cultural Cartuja Valldecrist

- Datos: Q220979
- Multimedia: Carthusian Order / Q220979